# Liñarán
Liñarán (llamada oficialmente San Martiño de Liñarán) es una parroquia española del municipio de Sober, en la provincia de Lugo, Galicia.

## Límites
Limita con las parroquias de Proendos al noroeste y oeste, Gundibós al nordeste y este, Pinol al este, y Figueiroá al sur.

## Organización territorial
La parroquia está formada por cuatro entidades de población:
- Cimadevila
- Pacio (O Pacio)
- Pousa (A Pousa)
- Quintas (As Quintas)

## Demografía
| Gráfica de evolución demográfica de Liñarán entre 2000 y 2021 |
|                                                               |
| Datos según el nomenclátor publicado por el INE.              |